# Primera División de fútbol sala 2014-15
La temporada 2014-15 de Primera División de fútbol sala fue la 26.ª edición de la máxima competición de la Liga Nacional de Fútbol Sala de España. Las 30 jornadas de la fase regular del campeonato se disputaron entre el 12 de septiembre de 2014 y el 25 de abril de 2015, desde esta fecha se disputaron los playoffs por el título que disputaron los ocho primeros clasificados.
El Inter Movistar es el vigente campeón, puesto que derrotó a ElPozo Murcia por 3-1 en la final del campeonato 2013-14, consiguiendo su noveno título y primero desde 2008.
Colegios Arenas GC terminó en el último lugar y así fueron relegados al final de la temporada regular 2013-2014. Levante UD DM se coronaron campeones 2013-2014 de Segunda División de fútbol sala y fueron promovidos automáticamente. Uruguay Tenerife ganó las eliminatorias de promoción de 2-1 sobre Elche y estaban al otro equipo para ser promovidos a la Primera División para la temporada 2014-2015.

## Equipos participantes
| Club                       | Ciudad                   | Comunidad Autónoma   |
| -------------------------- | ------------------------ | -------------------- |
| Jaén Paraíso Interior      | Jaén                     | Andalucía            |
| D-Link Zaragoza            | Zaragoza                 | Aragón               |
| Uruguay Tenerife           | Santa Cruz de Tenerife   | Canarias             |
| FC Barcelona               | Barcelona                | Cataluña             |
| Marfil Santa Coloma        | Santa Coloma de Gramanet | Cataluña             |
| Peñiscola Bodegas Dunviro  | Peñiscola                | Comunidad Valenciana |
| Levante UD DM              | Valencia                 | Comunidad Valenciana |
| Prone Lugo                 | Lugo                     | Galicia              |
| Burela Pescados Rubén      | Burela                   | Galicia              |
| Santiago Futsal            | Santiago de Compostela   | Galicia              |
| Palma Futsal               | Palma de Mallorca        | Islas Baleares       |
| Inter Movistar             | Alcalá de Henares        | Comunidad de Madrid  |
| ElPozo Murcia              | Murcia                   | Región de Murcia     |
| Montesinos Jumilla         | Jumilla                  | Región de Murcia     |
| Magna Navarra              | Pamplona                 | Navarra              |
| Aspil Vidal Ribera Navarra | Tudela                   | Navarra              |

## Liga regular

### Clasificación
|  |     | Equipos de fútbol          | Pts | PJ | G  | E | P  | GF  | GC  | Dif  |
|  | --- | -------------------------- | --- | -- | -- | - | -- | --- | --- | ---- |
|  | 1.  | Inter Movistar             | 79  | 30 | 25 | 4 | 1  | 151 | 60  | +91  |
|  | 2.  | FC Barcelona Alusport      | 74  | 30 | 24 | 2 | 4  | 145 | 67  | +78  |
|  | 3.  | ElPozo Murcia              | 73  | 30 | 23 | 4 | 3  | 152 | 71  | +81  |
|  | 4.  | Jaén Paraíso Interior      | 54  | 30 | 16 | 6 | 8  | 113 | 79  | +34  |
|  | 5.  | Palma Futsal               | 53  | 30 | 17 | 2 | 11 | 122 | 105 | +17  |
|  | 6.  | Magna Navarra              | 52  | 30 | 16 | 4 | 10 | 115 | 98  | +17  |
|  | 7.  | Aspil Vidal Ribera Navarra | 51  | 30 | 15 | 6 | 9  | 105 | 94  | +9   |
|  | 8.  | Peñiscola B. Dunviro       | 47  | 30 | 14 | 5 | 11 | 116 | 93  | +23  |
|  | 9.  | Burela Pescados Rubén      | 37  | 30 | 11 | 4 | 15 | 97  | 100 | -3   |
|  | 10. | D-Link Zaragoza            | 36  | 30 | 10 | 6 | 14 | 105 | 119 | -14  |
|  | 11. | Marfil Santa Coloma        | 32  | 30 | 9  | 5 | 16 | 140 | 134 | +6   |
|  | 12. | Santiago Futsal            | 32  | 30 | 9  | 5 | 16 | 83  | 107 | -24  |
|  | 13. | Montesinos Jumilla         | 28  | 30 | 8  | 4 | 18 | 119 | 135 | -16  |
|  | 14. | Levante UD DM              | 26  | 30 | 7  | 5 | 18 | 75  | 124 | -49  |
|  | 15. | Uruguay Tenerife           | 9   | 30 | 3  | 0 | 27 | 72  | 205 | -133 |
|  | 16. | Prone Lugo                 | 5   | 30 | 1  | 2 | 27 | 59  | 178 | -119 |

Pts = Puntos; PJ = Partidos Jugados; G = Partidos Ganados; E = Partidos Empatados; P = Partidos Perdidos; GF = Goles Anotados; GC = Goles Recibidos; Dif = Diferencia de gol
|  | Clasificado para la fase final por el título |
|  | Descendido a Segunda División                |

## Fase final por el título
Se clasifican para la fase final por el título los ocho primeros clasificados de la fase regular, jugándose las eliminatorias de cuartos de final el 9, 16 y 17 de mayo con el orden: peor, mejor, mejor. Las Semifinales serán el 23, 30 de mayo y 3 de junio con el orden: mejor, peor, mejor. Mientras que la Final se juega al mejor de cinco partidos el 6, 7, 12, 13 y 16 de junio con el orden: mejor, mejor, peor, peor, mejor.

### Cuadro de partidos
|  | Cuartos de final                       | Cuartos de final                       |               |                       | Semifinales                                     | Semifinales                                     |  |                | Final                                          | Final                                          |  |
|  | 9, 16 y 17 de mayo Mejor de 3 partidos | 9, 16 y 17 de mayo Mejor de 3 partidos |               |                       | 23, 30 de mayo y 3 de junio Mejor de 3 partidos | 23, 30 de mayo y 3 de junio Mejor de 3 partidos |  |                | 6, 7, 12, 13 y 16 de junio Mejor de 5 partidos | 6, 7, 12, 13 y 16 de junio Mejor de 5 partidos |  |
|  |                                        |                                        |               |                       |                                                 |                                                 |  |                |                                                |                                                |  |
|  |                                        |                                        |               |                       |                                                 |                                                 |  |                |                                                |                                                |  |
|  | Inter Movistar                         | 2                                      |               |                       |                                                 |                                                 |  |                |                                                |                                                |  |
|  | Inter Movistar                         | 2                                      |               |                       |                                                 |                                                 |  |                |                                                |                                                |  |
|  | Peñiscola B. Dunviro                   | 0                                      |               |                       |                                                 |                                                 |  |                |                                                |                                                |  |
|  | Peñiscola B. Dunviro                   | 0                                      |               | Inter Movistar        | 2                                               |                                                 |  |                |                                                |                                                |  |
|  |                                        |                                        |               | Inter Movistar        | 2                                               |                                                 |  |                |                                                |                                                |  |
|  |                                        |                                        | Palma Futsal  | 0                     |                                                 |                                                 |  |                |                                                |                                                |  |
|  | Jaén Paraíso Interior                  | 0                                      | Palma Futsal  | 0                     |                                                 |                                                 |  |                |                                                |                                                |  |
|  | Jaén Paraíso Interior                  | 0                                      |               |                       |                                                 |                                                 |  |                |                                                |                                                |  |
|  | Palma Futsal                           | 2                                      |               |                       |                                                 |                                                 |  |                |                                                |                                                |  |
|  | Palma Futsal                           | 2                                      |               |                       |                                                 |                                                 |  | Inter Movistar | 3                                              |                                                |  |
|  |                                        |                                        |               |                       |                                                 |                                                 |  | Inter Movistar | 3                                              |                                                |  |
|  |                                        |                                        | ElPozo Murcia | 1                     |                                                 |                                                 |  |                |                                                |                                                |  |
|  | FC Barcelona Alusport                  | 2                                      | ElPozo Murcia | 1                     |                                                 |                                                 |  |                |                                                |                                                |  |
|  | FC Barcelona Alusport                  | 2                                      |               |                       |                                                 |                                                 |  |                |                                                |                                                |  |
|  | Ribera Navarra                         | 1                                      |               |                       |                                                 |                                                 |  |                |                                                |                                                |  |
|  | Ribera Navarra                         | 1                                      |               | FC Barcelona Alusport | 1                                               |                                                 |  |                |                                                |                                                |  |
|  |                                        |                                        |               | FC Barcelona Alusport | 1                                               |                                                 |  |                |                                                |                                                |  |
|  |                                        |                                        | ElPozo Murcia | 2                     |                                                 |                                                 |  |                |                                                |                                                |  |
|  | ElPozo Murcia                          | 2                                      | ElPozo Murcia | 2                     |                                                 |                                                 |  |                |                                                |                                                |  |
|  | ElPozo Murcia                          | 2                                      |               |                       |                                                 |                                                 |  |                |                                                |                                                |  |
|  | Magna Navarra                          | 0                                      |               |                       |                                                 |                                                 |  |                |                                                |                                                |  |
|  | Magna Navarra                          | 0                                      |               |                       |                                                 |                                                 |  |                |                                                |                                                |  |
|  |                                        |                                        |               |                       |                                                 |                                                 |  |                |                                                |                                                |  |

| Campeón de la Liga Nacional de Fútbol Sala |
| ------------------------------------------ |
| Inter Movistar Décimo título               |

### Cuartos de final
Primer partido
| 9 de mayo de 2015, 18:00 CEST | Peñiscola Bodegas Dunviro | 3-7 | Inter Movistar | Pabellón Municipal de Peñíscola, Peñiscola |  |

| 8 de mayo de 2015, 20:30 CEST | Palma Futsal | 5-4 | Jaén Paraíso Interior | Pabellón Son Moix, Palma de Mallorca |  |

| 9 de mayo de 2015, 13:00 CEST | Aspil Vidal Ribera Navarra | 4-3 | FC Barcelona Alusport | Ciudad de Tudela, Tudela |  |

| 8 de mayo de 2015, 20:30 CEST | Magna Navarra | 2-5 | ElPozo Murcia | Pabellón Anaitasuna, Pamplona |  |

Segundo partido
| 16 de mayo de 2015, 16:00 CEST | Inter Movistar | 6-3 | Peñiscola Bodegas Dunviro | Pabellón Fundación Montemadrid, Alcalá de Henares |  |

| 15 de mayo de 2015, 21:00 CEST | Jaén Paraíso Interior | 1-2 | Palma Futsal | Polideportivo La Salobreja, Jaén |  |

| 14 de mayo de 2015, 21:00 CEST | FC Barcelona Alusport | 7-2 | Aspil Vidal Ribera Navarra | Palau Blaugrana, Barcelona |  |

| 15 de mayo de 2015, 21:00 CEST | ElPozo Murcia | 5-3 | Magna Navarra | Palacio de Deportes de Murcia, Murcia |  |

Tercer partido
| 16 de mayo de 2015, 13:00 CEST | FC Barcelona Alusport | 4-3 | Aspil Vidal Ribera Navarra | Palau Blaugrana, Barcelona |  |

### Semifinales
Primer partido
| 23 de mayo de 2015, 13:00 CEST | Inter Movistar | 6-2 | Palma Futsal | Pabellón Fundación Montemadrid, Alcalá de Henares |  |

| 22 de mayo de 2015, 21:20 CEST | FC Barcelona Alusport | 5-2 | ElPozo Murcia | Palau Blaugrana, Barcelona |  |

Segundo partido
| 31 de mayo de 2015, 12:00 CEST | Palma Futsal | 5-7 | Inter Movistar | Pabellón Son Moix, Palma de Mallorca |  |

| 30 de mayo de 2015, 12:45 CEST | ElPozo Murcia | 2-1 | FC Barcelona Alusport | Palacio de Deportes de Murcia, Murcia |  |

Tercer partido
| 3 de junio de 2015, 21:00 CEST | FC Barcelona Alusport | 5-7 | ElPozo Murcia | Palau Blaugrana, Barcelona |  |

### Final
Primer partido
| 6 de junio de 2015, 13:00 CEST | Inter Movistar | 7-3 | ElPozo Murcia | Pabellón Fundación Montemadrid, Alcalá de Henares |  |

Segundo partido
| 8 de junio de 2015, 21:00 CEST | Inter Movistar | 1-5 | ElPozo Murcia | Pabellón Fundación Montemadrid, Alcalá de Henares |  |

Tercer partido
| 13 de junio de 2015, 13:00 CEST | ElPozo Murcia | 0-3 | Inter Movistar | Palacio de Deportes de Murcia, Murcia |  |

Cuarto partido
| 15 de junio de 2015, 21:00 CEST | ElPozo Murcia | 4-5 | Inter Movistar | Palacio de Deportes de Murcia, Murcia |  |